# Sumanguru Cante
Sumanguru Cante ou Sumaoro Kante (em francês: Soumaoro Kanté) foi um rei do século XIII dos sossos derrotado por Sundiata Keita na Batalha de Quirina de 1235.